# Торнтон (товарищество)
Товарищество шерстяных изделий «Торнтон» — существовавшая в дореволюционной России компания, владевшая одноимённой швейной фабрикой. Полное наименование — Товарищество шерстяных изделий Торнтон в С.-Петербурге. Штаб-квартира компании, как и само производство, располагалось в Санкт-Петербурге.

## История

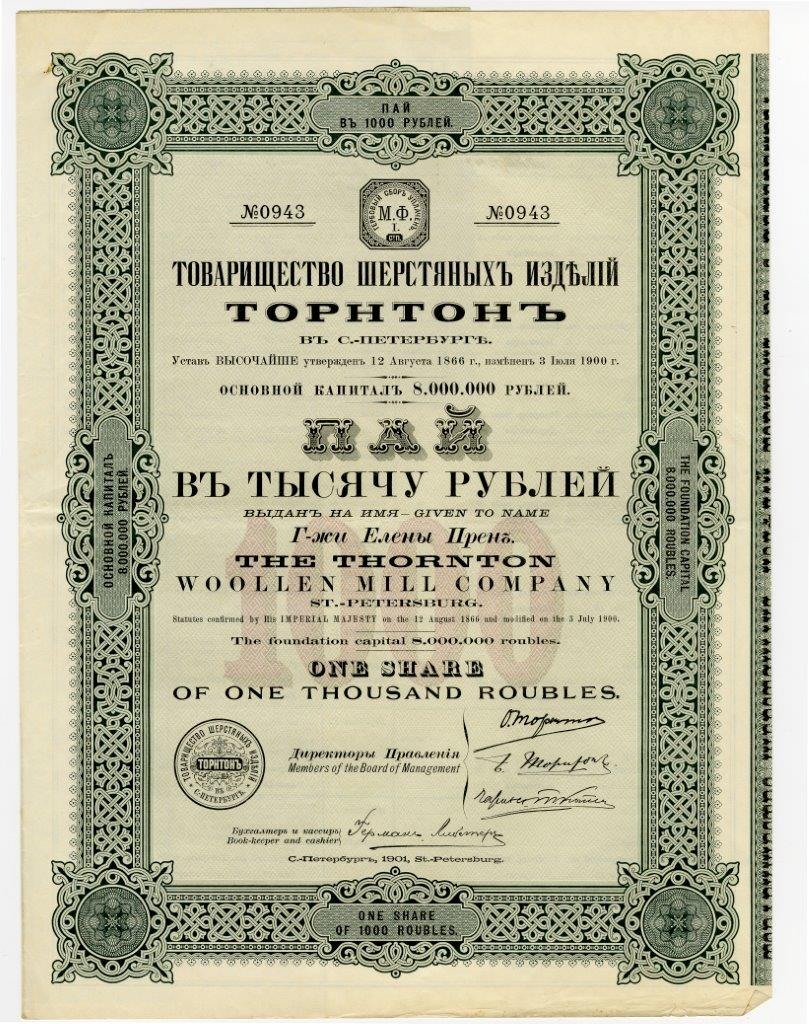
Пай в 1000 руб. Товарищества шерстяных изделий Торнтон в С.-Петербурге. С.-Петербург, 1901 г.

Товарищество зарегистрировано в 1866 г. (Устав Высочайше утвержден 12 августа 1866 г.), хотя сама фабрика Торнтон была основана более чем четвертью века ранее.
В 1839 г. купцу 1-й гильдии английскому подданному Джеймсу Джорджу (Якову Ивановичу) Торнтону (James George Thornton) было «высочайше соизволено приобрести в собственность участок земли в Шлиссельбургском участке г. Петербурге на правом берегу Невы». В 1841 г. Торнтон построил там суконную и одеяльную фабрику. В 1866 г. основатель предприятия с сыновьями Джоном и Чарльзом учреждают "Товарищество шерстяных изделий «Торнтон». Сырье (шерсть) закупалось третьим сыном в Брэдфорде, затем переправлялось в Россию.
Товарищество шерстяных изделий Торнтон являлось одним из крупнейших текстильных предприятий России. Оно занималось прядильным, ткацким, отбельным, красильным, отделочным и суконным производством. На знаменитой Всемирной выставке в Париже в 1900 г. в разделе «Пряжа и ткани из шерсти» продукция под маркой «Торнтон» была отмечена самой престижной — высшей наградой этого крупнейшего промышленного форума. С началом Первой мировой войны многие иностранные предприятия закрылись, но фабрике Торнтона повезло остаться открытой, начав производство одежды и одеял для армии; также фабрика производила одеяла для железных дорог.
После национализации в советское время фабрика получила название «Комбинат тонких и технических сукон им. Тельмана», а в 1992 г., после акционирования — ОАО «Невская Мануфактура». В последние годы предприятие, фабричные корпуса которого возведены в 1870 г. и c 2001 г. и считаются объектами исторического наследия, находятся по адресу: г. Санкт-Петербург, Октябрьская набережная, 50-52, пришло в упадок.

## Владельцы
Семья Торнтонов происходит из Йоркшира.
Самюэль Торнтон (Samuel Thornton), 06.11.1754 — 03.07.1838, Лондон, директор Банка Англии в течение 53 лет, занимал ведущие позиции в торговле с Россией и Балтией.
Один из братьев Торнтонов, Лесли Чарльз Торнтон (Leslie Charles Thornton), 02.05.1887, Санкт-Петербург — 04.12.1960 (?), русский подданный по рождению, после революции стал английским подданным и агентом английской Интеллидженс сервис. В качестве главного инженера английской электро-экспортной компании «Метро-Виккерс» («Метрополитен-Виккерс») прибыл в СССР, в 1933 году был вовлечен в шпионский скандал (Процесс инженеров). Верховным Судом СССР признан виновным, приговорен к двум годам заключения, но вскоре выслан из СССР.
https://www.historytoday.com/archive/thornton-woollen-mill-st-petersburg Martin Varley | Published in History Today Volume 44 Issue 12 December 1994

## Пожар 12 апреля 2021 года

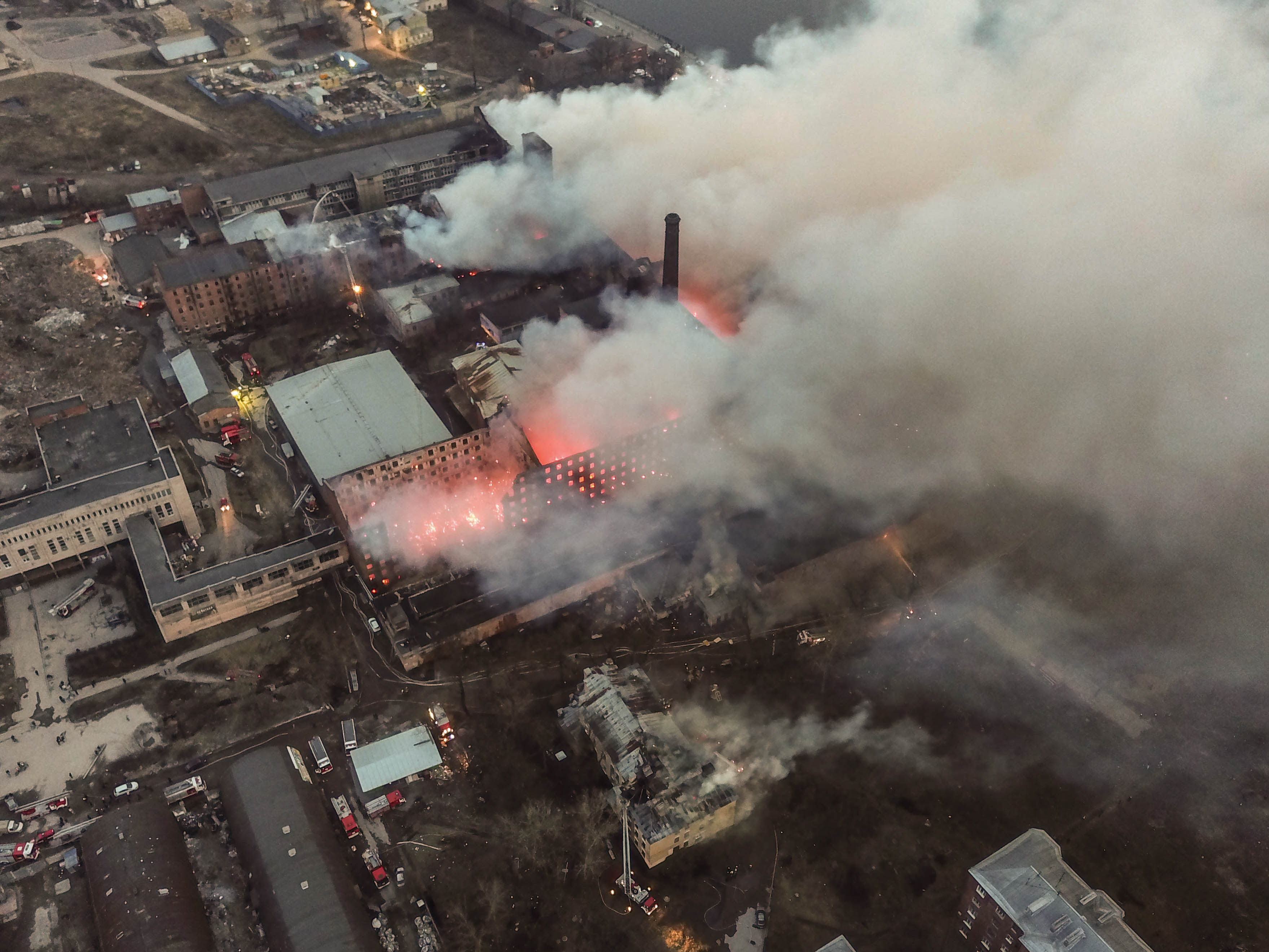
Пожар в здании товарищества, вид с воздуха

12 апреля 2021 года около полудня в здании вспыхнул пожар, огонь распространился на 25 тысяч квадратных метров, дымом затянуло всю Октябрьскую набережную. По первому вызову на место выехали 8 пожарных расчётов, но из-за высокой скорости распространения огня в общей сложности пришлось задействовать 347 пожарных и 70 пожарных машин, вертолёт и катер МЧС. Пожар длился около суток, к вечеру 12-го апреля огонь перекинулся на соседние здания. В результате пожара здание серьёзно пострадало, почти во всём здании обрушились перекрытия, также обвалилась часть стен. Только 13 апреля пожар был потушен, начались следственные действия, в качестве рабочих версий причины пожара эксперты Следственного комитета назвали поджог и короткое замыкание. При тушении погиб командир отделения 64-й пожарной части Невского района Илья Белецкий, несколько пожарных пострадали, среди них лейтенант внутренней службы Антон Соколов и прапорщик Борис Старковский. Указом Президента России все трое были награждены орденом Мужества (Белецкий — посмертно).
Ущерб от пожара оценили в более 850 миллионов рублей. По факту пожара были возбуждены уголовные дела против руководителей мануфактуры Алексея Михневича и Максима Макеева, а также арендатора, в помещении которого начался пожар — владельца компании «РИФ» Игоря Пеховского. Как отмечали градозащитники, ещё в 2015 году земельный участок под «Невской мануфактурой» был отдан под жилую застройку, один из корпусов снесли в 2017-м, хотя весь комплекс имел охранный статус памятника культуры регионального значения. В феврале и марте 2021-го в ходе внеплановых проверок МЧС выявило многочисленные нарушения пожарной безопасности.
В ноябре 2022-го сообщалось о начале противоаварийных работ на «Невской мануфактуре».